# Pikapolonica (revija)
Pikapolonica je mesečna slovenska revija za predšolske otroke med 3. in 6. letom starosti. Izdaja ga Infro press s sedežem v Ljubljani od leta 1999. Je posebna izdaja revije Moj malček.